# 巴黎狂蛛
巴黎狂蛛（学名：Zelotes lutetianus）为平腹蛛科狂蛛属的动物。分布于芬兰、法国、德国以及中国大陆的浙江等地。该物种的模式产地在法国。